# فهاد السبیعی
فهاد السبیعی (عربی: فهاد محمد السبيعي؛ زادهٔ ۴ فوریهٔ ۱۹۹۴) دونده سرعت اهل عربستان سعودی است.